# Museo dei giocatori famosi del baseball giapponese
La Baseball Hall of Fame (giap. 野球殿堂, Yakyū Dendō), situata al Tokyo Dome in Giappone, è un museo che commemora i protagonisti della storia del baseball giapponese.
Museo unico nel suo genere in Giappone, venne aperto nel 1959, nei pressi del Korakuen Stadium, tempio del baseball professionistico giapponese.
Nel 1988 il museo venne spostato definitivamente al Tokyo Dome, su una superficie doppia rispetto all'ubicazione precedente.
Il museo ha come obiettivo lo sviluppo della conoscenza del baseball in Giappone, attraverso l'aiuto di numerosi giocatori professionisti e dirigenti sportivi.
Ospita memorabilia e cimeli sportivi, insieme a una larga collezione letteraria tematica.

## I membri
| - Victor Starffin (1960) - Yutaka Ikeda (1962) - Haruyasu Nakajima (1963) - Tadashi Wakabayashi (1964) - Tetsuharu Kawakami (1965) - Kazuto Tsuruoka (1969) - Shunichi Amachi (1970) - Nobuaki Nidegawa (1970) - Shuichi Ishimoto (1972) - Sadayoshi Fujimoto (1974) - Fumio Fujimura (1974) - Hideo Nakagami (1976) - Shigeru Mizuhara (1977) - Michio Nishizawa (1977) - Kenjiro Matsuki (1978) - Shinji Hamazaki (1978) - Takehiko Bessho (1979) - Hiroshi Ohshita (1980) - Makoto Kozuru (1980) - Shigeru Chiba (1980) - Tokuji Iida (1981) - Yoshiyuki Iwamoto (1981) |  | - Osamu Mihara (1983) - Shinji Kirihara (1984) - Shigeru Sugishita (1985) - Katsumi Shiraishi (1985) - Atsushi Aramaki (1985) - Shigeo Nagashima (1988) - Kaoru Bettou (1988) - Yukio Nishimoto (1988) - Masaichi Kaneda (1988) - Hidenosuke Shima (1989) - Katsuya Nomura (1989) - Jiro Noguchi (1989) - Juzo Sanada (1990) - Isao Harimoto (1990) - Shigeru Makino (1991) - Osamu Tsutsui (1991) - Kichiro Shimaoka (1991) - Tatsuro Hirooka (1992) - Michinori Tsubouchi (1992) - Yoshio Yoshida (1992) - Kazuhisa Inao (1993) |  | - Minoru Murayama (1993) - Sadaharu Oh (1994) - Wally Yonamine (1994) - Tadashi Sugiura (1995) - Tokichiro Ishii (1995) - Motoshi Fujita (1996) - Sachio Kinugasa (1996) - Katsuo Osugi (1997) - Futoshi Nakanishi (1999) - Yoshinori Hirose (1999) - Takeshi Koba (1999) - Sadao Kondo (1999) - Tetsuya Yoneda (2000) - Rikuo Nemoto (2001) - Masaaki Koyama (2001) - Kazuhiro Yamauchi (2002) - Keishi Suzuki (2002) - Yutaka Fukumoto (2002) - Kenjiro Tamiya (2002) - Toshiharu Ueda (2003) - Junzo Sekine (2003) |  | - Akira Ogi (2004) - Noboru Akiyama (2004) - Choji Murata (2005) - Masaaki Mori (2005) - Masayori Shimura (2005) - Hiromitsu Kadota (2006) - Morimichi Takagi (2006) - Hisashi Yamada (2006) - Hiromori Kawashima (2006) - Yasumitsu Toyoda (2006) - Takao Kajimoto (2007) - Reiichi Matsunaga (2007) - Kōji Yamamoto (2008) - Tsuneo Horiuchi (2008) - Seiichi Shima (2008) - Osamu Higashio (2010) |

### Altra
- Matsutaro Shoriki (1959)
- Hiroshi Hiraoka (1959)
- Yukio Aoi (1959)
- Shin Hashido (1959)
- Kiyoshi Oshikawa (1959)
- Jiro Kuji (1959)
- Eiji Sawamura (1959)
- Iso Abe (1959)
- Masaru Kageura (1965)
- Masaichi Nagata (1988)
- Masao Yoshida (1992)
- Lefty O'Doul (2002)
- Shiki Masaoka (2002)
- Horace Wilson (2003)
- Sakae Suzuka (2003)